# غرونوبل
غرونوبل (بالفرنسية: Grenoble)‏ هي مدينة فرنسية تقع في جنوب شرق البلاد وعاصمة مقاطعة إيزير وعاصمة إقليم دوفيني تاريخيا، وعاصمة الألب الفرنسية وهي ثاني أكبر مدينة بمنطقة رون ألب بعد مدينة ليون.
يمتد تاريخ المدينة عبر أكثر من 2000 سنة، فخلال الفترة الغالية والرومانية كانت المدينة تسمى «كولارو» ثم «غراتيانوبوليس» ولكن حقبة الازدهار السكاني والعمراني الحقيقي للمدينة كانت في القرن الحادي عشر م حين اختارها كونت دوفيني عاصمة لمقاطعته، وقد ازدادت المدينة ازدهارا اقتصاديا بعدها حين انضمت لفرنسا حينها أصبحت المدينة مركزا برلمانيا وعسكريا قريبا من حدود منطقة سافوا، وبرزت أهميتها لفرنسا خلال عدة أحداث تاريخية كالحروب الإيطالية والثورة الفرنسية والحرب العالمية الثانية.
زادت أهمية مدينة غرونوبل عبر تزايد النشاط الصناعي والذي بدأ بصناعات النسيج التي بدأت أواخر القرن الثامن عشر في المدينة وازدهرت بشكل كبير منتصف القرن التاسع عشر باكتشاف الطاقة الكهرمائية، ولكن أكبر ازدهار اقتصادي للمدينة تم خلال الثلاثين سنة المجيدة وكان احتضان المدينة الألعاب الأولمبية الشتوية رمزاً لتلك الفترة المزدهرة من تاريخ المدينة، وأصبحت بذلك «غرونوبل» اليوم بفضل نموها الاقتصادي والعلمي إلى مركز علمي وتجاري كبير في فرنسا وأوروبا عموما
تحتوي المدينة على جامعات عريقة تعرف بجامعة غرونوبل:-
- الأولى متخصصة في طب وعلوم ورياضيات.
- الثانية متخصصة في الحقوق والاقتصاد والعلوم الاجتماعية.
- الثالثة متخصصة في الآداب والغات والإنسانيات.[10]

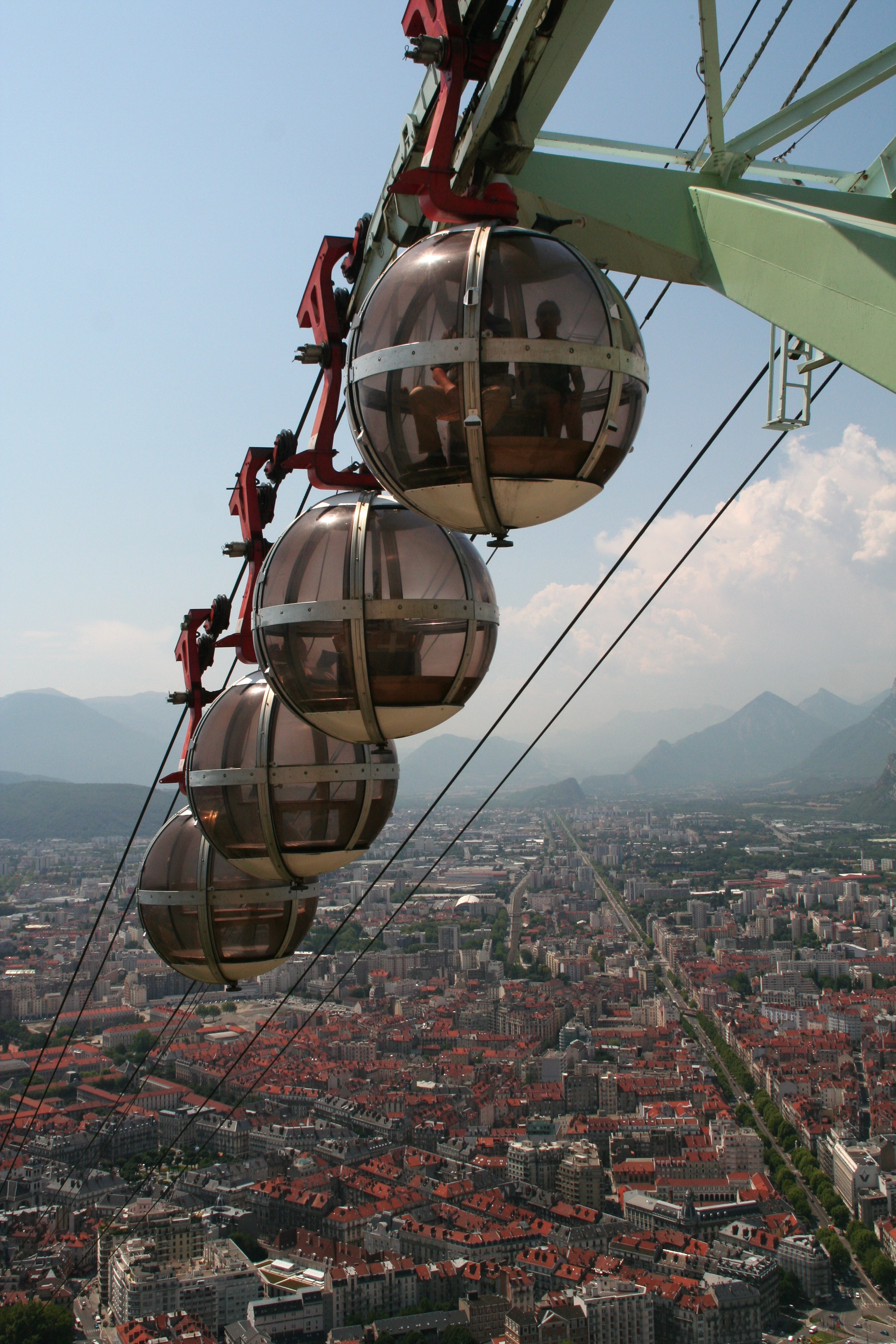

## المناخ
يظهر الجدول التالي التغييرات المناخية على مدار السنة لغرونوبل:
| البيانات المناخية لـغرونوبل                               | البيانات المناخية لـغرونوبل | البيانات المناخية لـغرونوبل | البيانات المناخية لـغرونوبل | البيانات المناخية لـغرونوبل | البيانات المناخية لـغرونوبل | البيانات المناخية لـغرونوبل | البيانات المناخية لـغرونوبل | البيانات المناخية لـغرونوبل | البيانات المناخية لـغرونوبل | البيانات المناخية لـغرونوبل | البيانات المناخية لـغرونوبل | البيانات المناخية لـغرونوبل | البيانات المناخية لـغرونوبل |
| الشهر                                                     | يناير                       | فبراير                      | مارس                        | أبريل                       | مايو                        | يونيو                       | يوليو                       | أغسطس                       | سبتمبر                      | أكتوبر                      | نوفمبر                      | ديسمبر                      | المعدل السنوي               |
| --------------------------------------------------------- | --------------------------- | --------------------------- | --------------------------- | --------------------------- | --------------------------- | --------------------------- | --------------------------- | --------------------------- | --------------------------- | --------------------------- | --------------------------- | --------------------------- | --------------------------- |
| الدرجة القصوى °م (°ف)                                     | 17.3 (63.1)                 | 20.7 (69.3)                 | 25.3 (77.5)                 | 28.0 (82.4)                 | 31.3 (88.3)                 | 37.0 (98.6)                 | 38.3 (100.9)                | 39.5 (103.1)                | 33.6 (92.5)                 | 28.1 (82.6)                 | 24.8 (76.6)                 | 19.5 (67.1)                 | 39.5 (103.1)                |
| متوسط درجة الحرارة الكبرى °م (°ف)                         | 5.9 (42.6)                  | 7.8 (46.0)                  | 12.0 (53.6)                 | 15.3 (59.5)                 | 19.9 (67.8)                 | 23.8 (74.8)                 | 26.9 (80.4)                 | 26.4 (79.5)                 | 21.8 (71.2)                 | 16.9 (62.4)                 | 10.2 (50.4)                 | 6.4 (43.5)                  | 16.1 (61.0)                 |
| المتوسط اليومي °م (°ف)                                    | 2.4 (36.3)                  | 3.7 (38.7)                  | 7.0 (44.6)                  | 9.9 (49.8)                  | 14.4 (57.9)                 | 17.9 (64.2)                 | 20.6 (69.1)                 | 20.2 (68.4)                 | 16.4 (61.5)                 | 12.4 (54.3)                 | 6.5 (43.7)                  | 3.2 (37.8)                  | 11.2 (52.2)                 |
| متوسط درجة الحرارة الصغرى °م (°ف)                         | −1.2 (29.8)                 | −0.4 (31.3)                 | 2.0 (35.6)                  | 4.4 (39.9)                  | 8.9 (48.0)                  | 12.0 (53.6)                 | 14.2 (57.6)                 | 14.0 (57.2)                 | 10.9 (51.6)                 | 7.8 (46.0)                  | 2.7 (36.9)                  | −0.1 (31.8)                 | 6.3 (43.3)                  |
| أدنى درجة حرارة °م (°ف)                                   | −27.1 (−16.8)               | −19.4 (−2.9)                | −18.2 (−0.8)                | −7.9 (17.8)                 | −2.3 (27.9)                 | 2.1 (35.8)                  | 4.8 (40.6)                  | 3.8 (38.8)                  | −1.2 (29.8)                 | −5.3 (22.5)                 | −10.9 (12.4)                | −20.2 (−4.4)                | −27.1 (−16.8)               |
| الهطول مم (إنش)                                           | 61.3 (2.41)                 | 51.6 (2.03)                 | 66.3 (2.61)                 | 83.0 (3.27)                 | 104.1 (4.10)                | 75.2 (2.96)                 | 59.3 (2.33)                 | 67.2 (2.65)                 | 105.7 (4.16)                | 105.8 (4.17)                | 87.7 (3.45)                 | 67.1 (2.64)                 | 934.3 (36.78)               |
| متوسط أيام هطول الأمطار                                   | 9.4                         | 8.0                         | 9.4                         | 9.7                         | 11.0                        | 8.5                         | 6.2                         | 7.4                         | 7.7                         | 10.1                        | 9.6                         | 9.5                         | 106.4                       |
| متوسط الأيام المثلجة                                      | 7.7                         | 6.0                         | 4.5                         | 2.1                         | 0.1                         | 0.0                         | 0.0                         | 0.0                         | 0.0                         | 0.1                         | 2.6                         | 4.9                         | 28.0                        |
| متوسط الرطوبة النسبية (%)                                 | 83                          | 80                          | 76                          | 73                          | 75                          | 74                          | 70                          | 72                          | 79                          | 83                          | 84                          | 84                          | 77.8                        |
| ساعات سطوع الشمس الشهرية                                  | 95.0                        | 111.7                       | 169.8                       | 183.0                       | 219.2                       | 255.4                       | 289.8                       | 255.5                       | 193.1                       | 137.5                       | 84.5                        | 71.6                        | 2٬065٫9                     |
| المصدر #1: Météo France                                   |                             |                             |                             |                             |                             |                             |                             |                             |                             |                             |                             |                             |                             |
| المصدر #2: Infoclimat.fr (humidity, snowy days 1961–1990) |                             |                             |                             |                             |                             |                             |                             |                             |                             |                             |                             |                             |                             |

## توأمة
لغرونوبل اتفاقيات توأمة مع كل من:
- سوجو
- كاوناس (1997 -)
- كيشيناو
- بيتش
- صفاقس
- تسوكوبا

## أعلام
- رفيق جبور
- ستندال
- أندريه العملاق
- جوني سيرفوز غافن
- جان جبريل مارشان
- كوندياك

## وصلات خارجية
1. 1 2  الدليل الجغرافي للبلديات، المعهد الجغرافي الوطني، QID:Q20894925
2. 1 2  الدليل الجغرافي للبلديات، المعهد الجغرافي الوطني، 2015، QID:Q20894925
3. ↑  Populations légales 2022 (بالفرنسية), Institut national de la statistique et des études économiques, 19 décembre 2024, QID:Q131560738 {{استشهاد}}: تحقق من التاريخ في: |publication-date= (help)
4. 1 2  Base officielle des codes postaux (بالفرنسية), La Poste, 1er octobre 2018, QID:Q66049091 {{استشهاد}}: تحقق من التاريخ في: |publication-date= (help)
5. ↑  GeoNames (بالإنجليزية), 2005, QID:Q830106
6. ↑   https://www.innsbruck.gv.at/page.cfm?vpath=buergerinnen--politik/innsbruck-international/innsbrucks-partnerstaedte#grenoble. {{استشهاد ويب}}: |url= بحاجة لعنوان (مساعدة) والوسيط |title= غير موجود أو فارغ (من ويكي بيانات) (مساعدة)
7. ↑   http://www.kaunas.lt/apie-kauna/miesto-partneriai/. اطلع عليه بتاريخ 2019-03-30. {{استشهاد ويب}}: |url= بحاجة لعنوان (مساعدة) والوسيط |title= غير موجود أو فارغ (من ويكي بيانات) (مساعدة)
8. ↑   https://www.ordredelaliberation.fr/fr/grenoble. {{استشهاد ويب}}: |url= بحاجة لعنوان (مساعدة) والوسيط |title= غير موجود أو فارغ (من ويكي بيانات) (مساعدة)
9. ↑  Annuaire de service-public.fr، QID:Q97451652
10. ↑  grenoble.fr نسخة محفوظة 27 نوفمبر 2017 على موقع واي باك مشين.
11. ↑  "Données climatiques de la station de Grenoble" (بالفرنسية). Meteo France. Archived from the original on 2018-10-09. Retrieved 2015-12-27.
12. ↑  "Climat Rhône-Alpes" (بالفرنسية). Meteo France. Archived from the original on 2019-08-24. Retrieved 2015-12-27.
13. ↑  "Normes et records 1961-1990: Grenoble-St Geoirs (38) - altitude 384m" (بالفرنسية). Infoclimat. Archived from the original on 2018-10-09. Retrieved 2015-12-27.

## اقرأ أيضا
- نقل بالكابلات غرونوبل-الباستيل